# Питтсбург Стилерз
Пи́ттсбург Сти́лерз (англ. Pittsburgh Steelers) — профессиональный клуб по американскому футболу из города Питтсбург, штат Пенсильвания, США. Команда была основана в 1933 году и изначально называлась «Питсбург Пайрейтс», однако с 1945 года, после нескольких смен имён, клуб носит нынешнее название. «Стилерз» выступают в Национальной футбольной лиге (НФЛ) в Северном дивизионе Американской футбольной конференции (АФК). Владелец клуба — Дэн Руни. Свои домашние матчи клуб проводит на стадионе «Экрисюр Стэдиум».

## История
«Питтсбург Стилерз» провели свой первый матч в НФЛ под названием «Питтсбург Пиратес», 20 сентября 1933 года. И уступили в той игре «Нью-Йорк Джайантс» со счётом 23:2.
«Питтсбург» — старейшая и одна из самых титулованных команд в АФК, уступая по достижениям только Пэтриотс. «Стилерз» играли в восьми Супербоулах и шесть раз его выигрывали. Команда также участвовала в 13 финальных играх конференции. Питтсбург является единственной командой в истории плей-офф НФЛ, которой удалось победить в Супербоуле будучи шестой посеянной, выиграв три подряд игры на выезде и завершив сезон победой над «Сиэтл Сихокс» в Супербоуле XL в Детройте 5 февраля 2006 года. В 2011 году это достижение повторила команда «Грин-Бей Пэкерс».

### Эпоха Майка Томлина (с2007)
7 января 2007 года Кауэр ушел с должности тренера Стилерз, сославшись на необходимость проводить больше времени со своей семьёй. Комитет из трех человек, состоящий из Арта Руни II, Дэна Руни и Кевина Колберта, был создан для проведения собеседований на вакансию главного тренера. 22 января 2007 года координатор защиты «Миннесоты» Майк Томлин был объявлен преемником Кауэра на посту главного тренера. Томлин является первым афроамериканцем, назначенным главным тренером команды за её 75-летнюю историю. Томлин стал третьим главным тренером Стилерз, вышедшим на Супербоул. Он был назван тренером года, а 1 февраля 2009 года привел Стилерз к их второму Супербоулу этого десятилетия и, выиграв со счетом 27-23 Аризону, в 36 лет он стал самым молодым главным тренером, когда-либо выигравшим Супербоул (прежде чем этот рекорд был побит Шоном МакВэем после Супербоула LVI), и только вторым афроамериканским тренером, когда-либо выигравшим Супербоул. Сезон 2010 сделал Томлина единственным тренером, дважды достигшим Супербоула до 40 лет. Супербоул XLV был сыгран 6 февраля 2011 года. Однако Стилерз потерпели поражение от Грин-Бей Пэкерс со счетом 31-25.
В сезоне 2016 года рекорд Томлина составлял 153-86-1 (0,640 процента побед), включая плей-офф. Он — первый тренер Питтсбурга, который ни разу не показал проигрышный сезон. Питтсбург выиграли титул дивизиона в 2020 и победили 11 раз подряд, но вылетели в первом матче плей-офф.

## Логотип и форма
Классической формой Питтсбурга является черно-желто-золотые цвета, как и у других команд из Питтсбурга.

## Противостояния

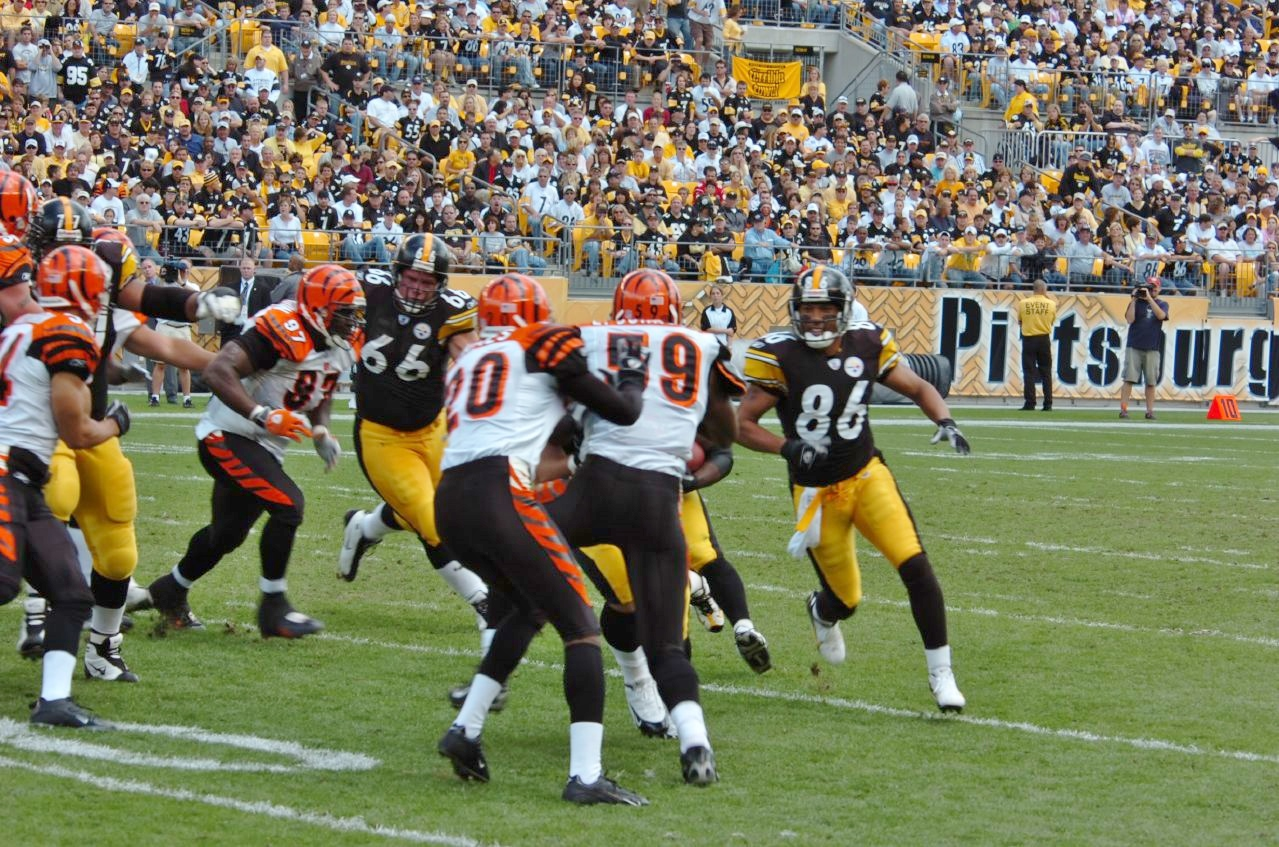
Матч соперничества Бенгалс и Стилерз в 2006

### Дивизионные соперничества

#### Соперничество Стилерз —Бенгалс
Из-за того, что это соперники по дивизиону. Питтсбург лидирует 68—39 в серии соперничества за все времена.
Цинциннати выиграл предыдущую встречу.

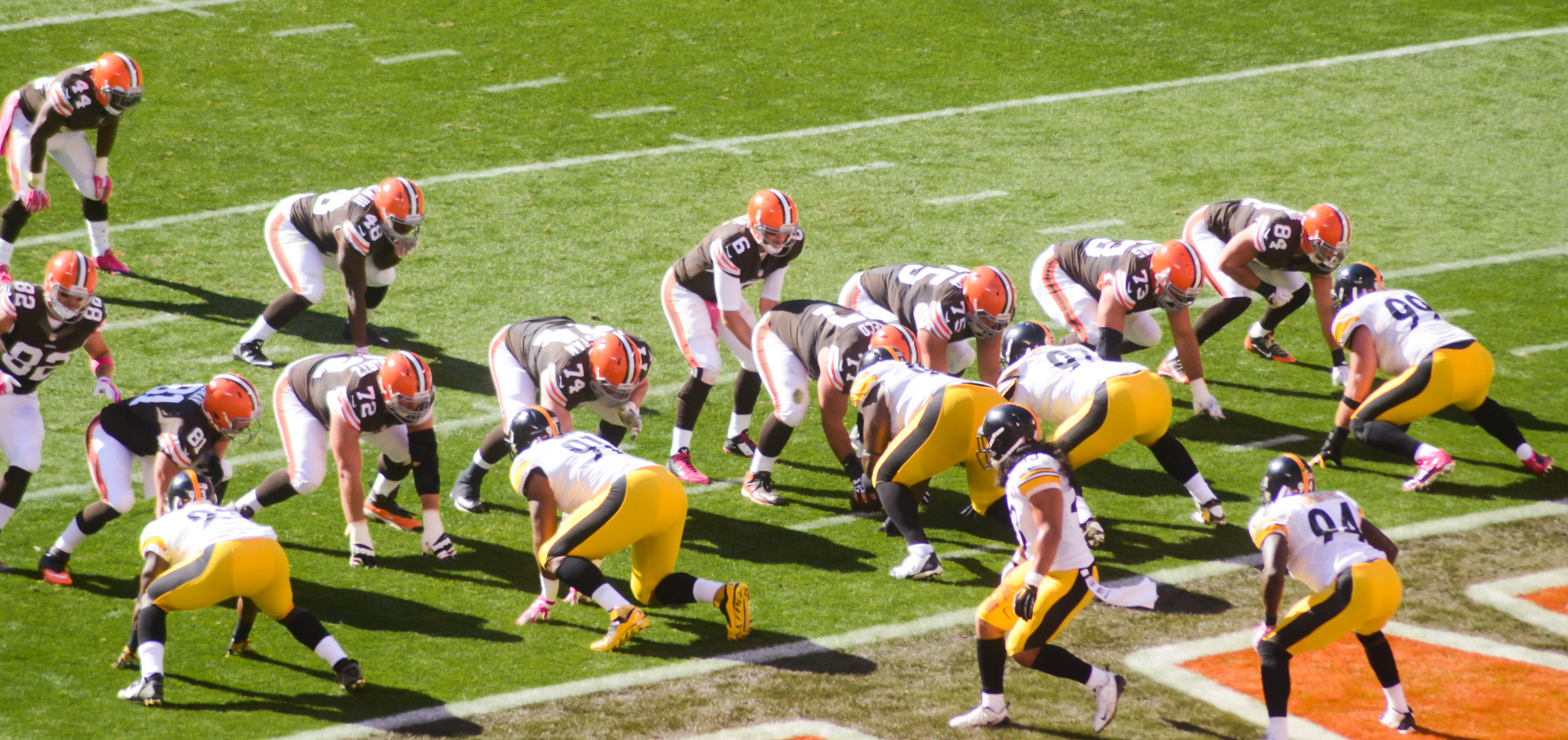
Матч соперничества Стилерз и Браунс в 2014 году

#### Соперничество Стилерз —Браунс
Из-за того, что это соперники по дивизиону. Питтсбург лидирует 80—62—1 в серии соперничества за все времена.
Питтсбург выиграл предыдущую встречу.

#### Соперничество Стилерз —Рэйвенс
Русский язык  :

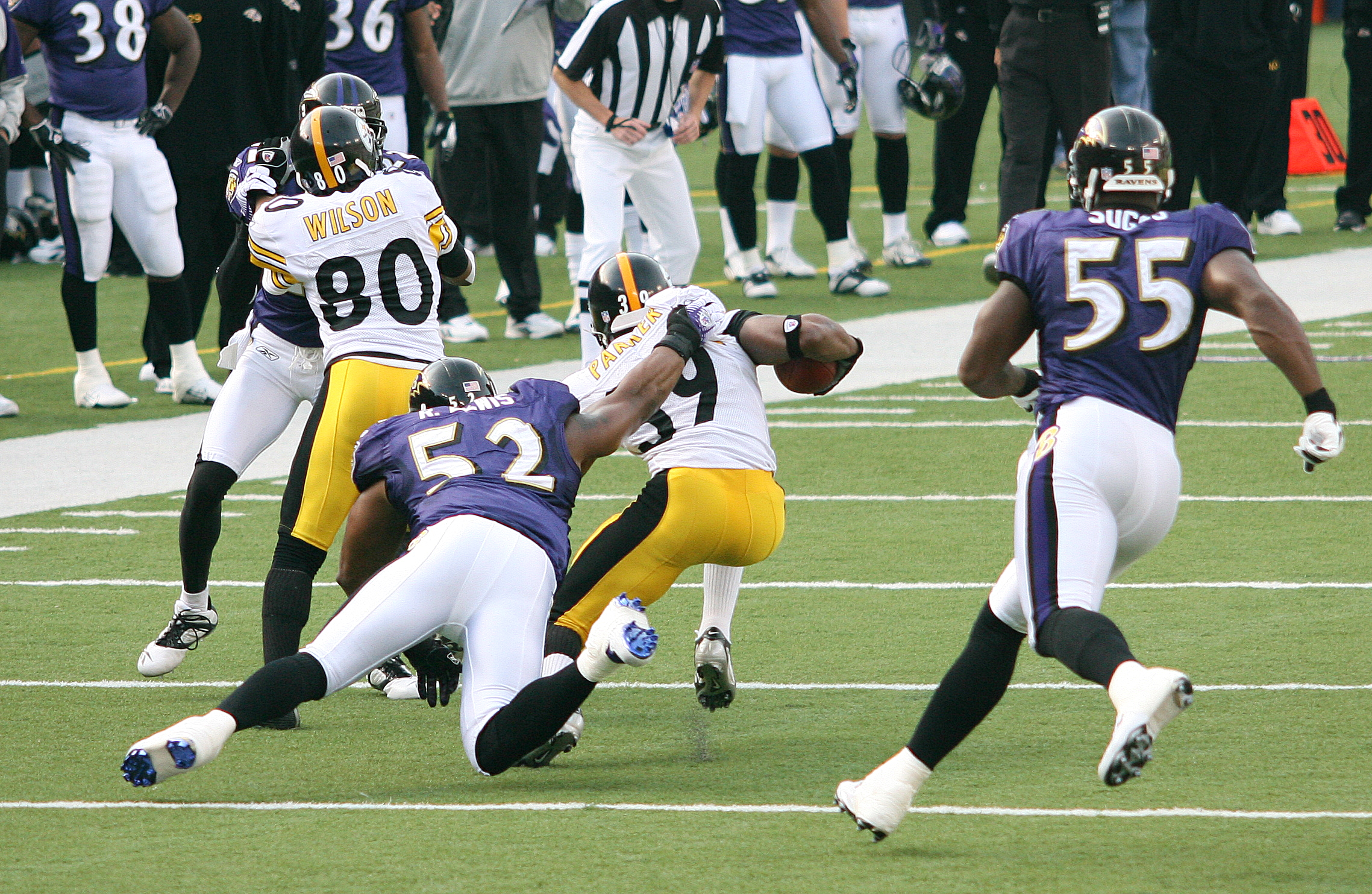
Матч соперничества Стилерз и Рэйвенс в 2006

"Тренеры ненавидят друг друга, игроки ненавидят друг друга... Нет смысла звонить друг другу после игры и приглашать друг друга на ужин. Но это чувство взаимно: мы им не нравимся, и они не нравятся нам. Нет необходимости скрывать это, они это знают, и мы это знаем. Это будет одна из тех черно-синих игр".
 Оригинальный текст :
"The coaches hate each other, the players hate each other... There's no calling each other after the game and inviting each other out to dinner. But the feeling's mutual: They don't like us, and we don't like them. There's no need to hide it, they know it, and we know it. It's going to be one of those black and blue games."
Из-за того, что это соперники по дивизиону. Это соперничество считается самым главным из всех, из-за того, что эти команды выиграли больше титулов дивизиона, чем другие 18 за все времена. Питтсбург лидирует 33—25 в серии соперничества за все времена. Питтсбург выиграл предыдущую встречу.

##### Сравнение команд
Балтимор выиграл Супербоул и титул чемпиона конференции в 2000 и в 2012. Балтимор также 6 раз выигрывал титул чемпиона дивизиона, они сделали это в 2003, 2006, 2011, 2012, 2018 и 2019.
Питтсбург выиграл Супербоул в 2005 и 2008 и выиграл титул чемпиона конференции в 2005, 2008 и 2010. Питтсбург также 12 раз выигрывал титул чемпиона дивизиона, они сделали это в 1996, 1997, 2001, 2002, 2004, 2007, 2008, 2010, 2014, 2016, 2017 и 2020.
Матчи между командами в плей-офф. Питтсбург лидирует 3—1.
- 20 января 2002 
  - Питтсбург Стилерз 27, Балтимор Рэйвенс 10
- 18 января 2009 
  - Питтсбург Стилерз 23, Балтимор Рэйвенс 14
- 15 января 2011 
  - Питтсбург Стилерз 31, Балтимор Рэйвенс 24
- 3 января 2015 
  - Балтимор Рэйвенс 30, Питтсбург Стилерз 17

### Другие соперничества

#### Соперничество Стилерз —Иглз
Из-за того, что обе команды из Пенсильвании. Филадельфия лидирует 49—29—3 в серии соперничества за все времена. Из-за текущего расписания НФЛ, Стилерз и Иглз играют друг с другом только раз в четыре года.
Это соперничество неофициально известно как «Битва за Пенсильванию» (англ. «The Battle of Pennsylvania»).
Филадельфия выиграла предыдущую встречу.

## Культура и фанаты

### Terrible Towels

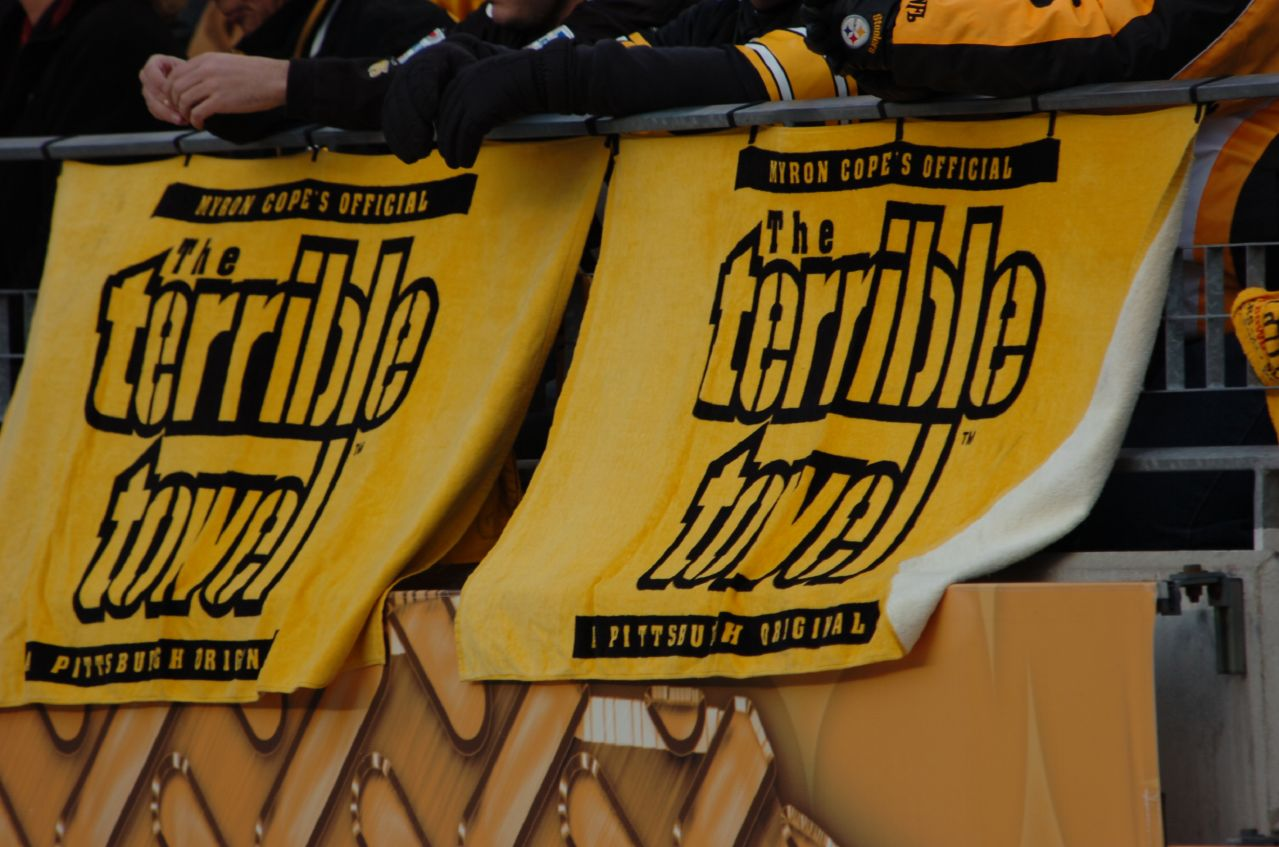
Два ужасных полотенца

Традиционными для болельщиков Питтсбурга являются желто-черные полотенца по прозвищу «Ужасные полотенца» (Англ. Terrible Towels).

### Steeler Nation
Steeler Nation (рус. Нация Стилерз) — это неофициальное название базы фанатов франшизе Национальной футбольной лиги Питтсбург Стилерз. Термин был придуман рассказчиком из NFL Films Джоном Фасендой в фильме 1978 года, посвященном основным моментам в истории франшизе. Steeler Nation часто используется для обозначения Питтсбурга, штат Пенсильвания, области, откуда берет свое начало фанатская база, или для областей с большой базой поклонников Стилерз.

## Статистика

### Рекорды за один сезон
- Пассы

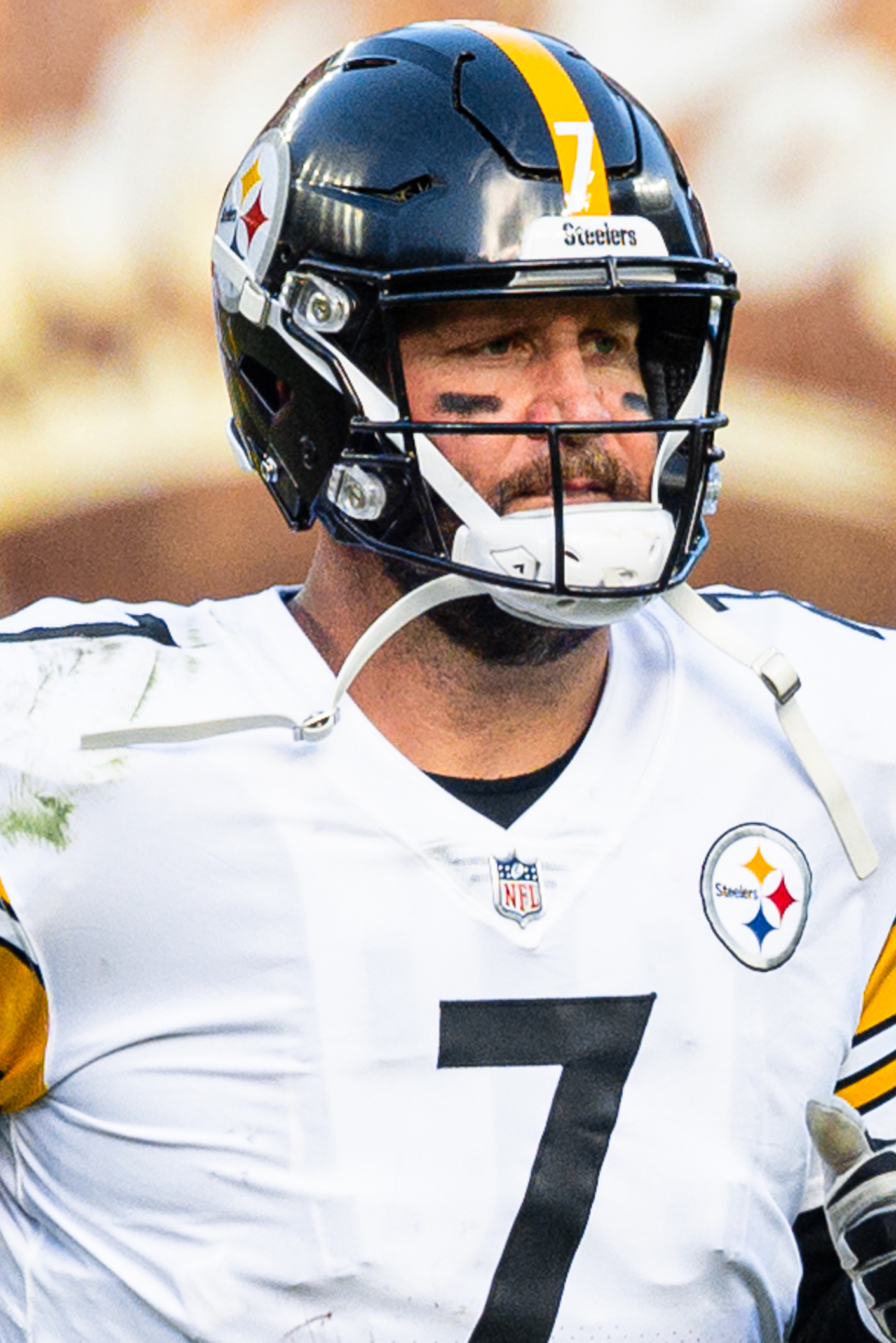
Будучи игроком Стилерз с 2004 по 2021 сезоны, Бен Ротлисбергер удерживает большинство пассовых рекордов франшизы.

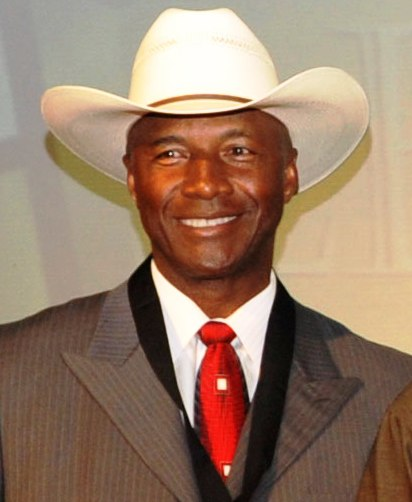
Мел Блаунт лидирует по количество перехватов за все времена с 57 в истории Стилерз.

  - Попытки: 675 Бен Ротлисбергер (2018)[14]
  - Удачные: 452 Бен Ротлисбергер (2018)[14]
  - Ярды: 5129 Бен Ротлисбергер (2018)[14]
  - Тачдауны: 34 Бен Ротлисбергер (2018)[14]
- Пробег
  - Попытки: 390 Барри Фостер (1992)[15]
  - Ярды: 1690 Барри Фостер (1992)[15]
  - Тачдауны: 14 Франко Харрис (1976)[15]
- Приëмы
  - Приëмы: 136 Антонио Браун (2015)[16]
  - Ярды на приëме: 1834 Антонио Браун (2015)[16]
  - Получение тачдаунов: 15 Антонио Браун (2018)[16]
- Защита:
  - Сэки: 16 Джеймс Харрисон (2008)[17]
  - Перехваты: 11 Мел Блаунт (1975)[17]
- Специальные команды
  - Филд-голы: 35 Крис Босуэлл (2017)[18]

## Игроки
На сезон 2022. Обновлено 16 августа 2022.

## Тренеры
Примечание:

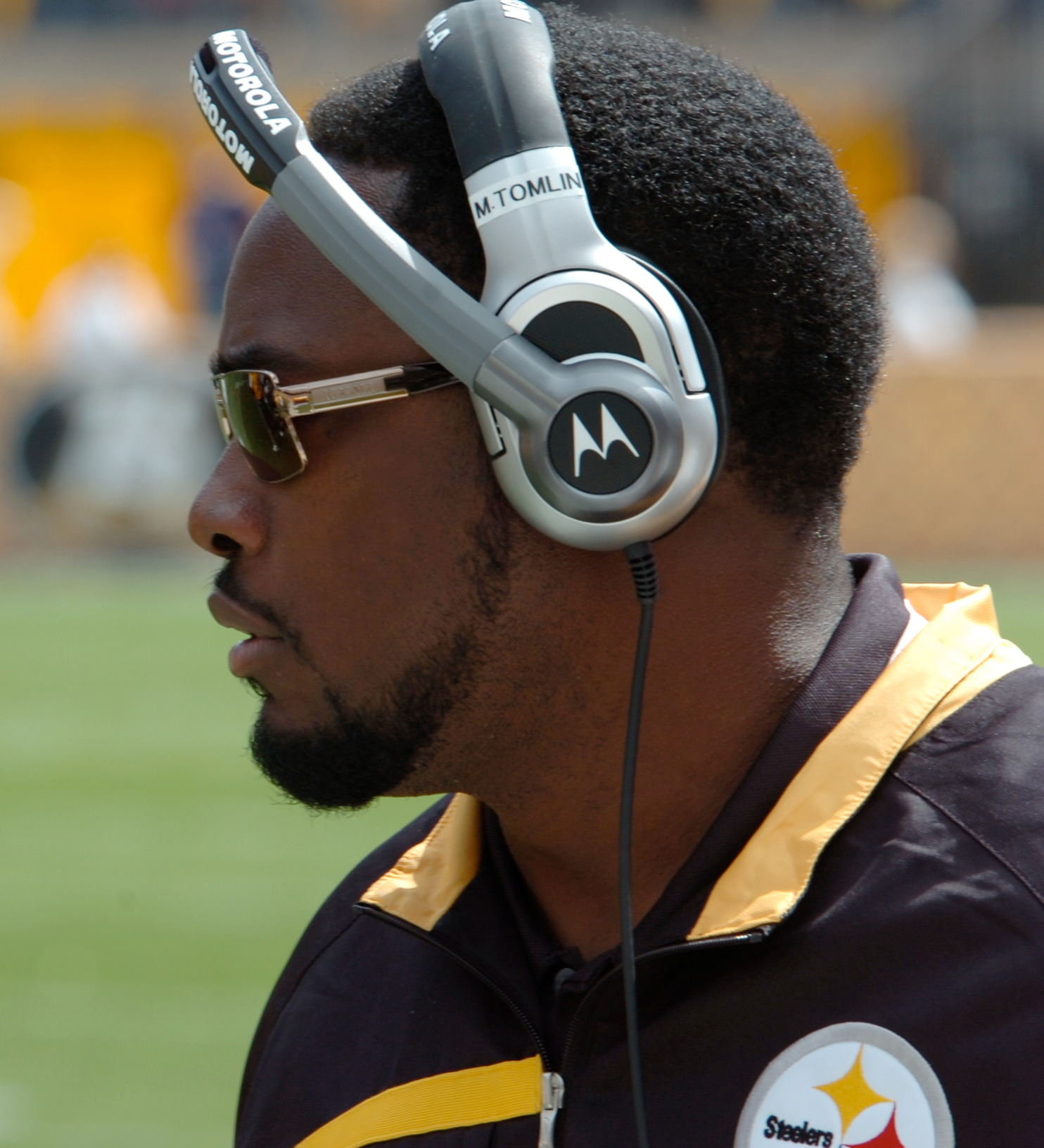
Получив эту должность в 2007, Майк Томлин является текущим тренером Питтсбург Стилерз, он также удерживает наибольший процент побед в истории франшизы Стилерз и занимает второе место в истории франшизы Стилерз по количеству сыгранных матчей как главный тренер.

И — игры; W — победы; L — поражения; T — ничьи; Win% — процент побед
| #                   | Имя            | Года / сезоны  | Статистика в регулярном сезоне | Статистика в регулярном сезоне | Статистика в регулярном сезоне | Статистика в регулярном сезоне | Статистика в регулярном сезоне | Ссылка        |
| #                   | Имя            | Года / сезоны  | И                              | W                              | L                              | T                              | Win%                           | Ссылка        |
| ------------------- | -------------- | -------------- | ------------------------------ | ------------------------------ | ------------------------------ | ------------------------------ | ------------------------------ | ------------- |
| Pittsburgh Pirates  |                |                |                                |                                |                                |                                |                                |               |
| 1                   | Форест Доудс   | 1933           | 11                             | 3                              | 6                              | 2                              | .333                           | [ 19 ]        |
| 2                   | Люби Димело    | 1934           | 12                             | 2                              | 10                             | 0                              | .167                           | [ 20 ]        |
| 3                   | Джо Бач        | 1935-1936      | 24                             | 10                             | 14                             | 0                              | .416                           | [ 21 ]        |
| 4                   | Джон МакКнали  | 1937-1939      | 25                             | 6                              | 19                             | 0                              | .240                           | [ 22 ]        |
| 5                   | Волт Киеслинг  | 1939-1940      | 19                             | 3                              | 13                             | 3                              | .188                           | [ 23 ] [ 24 ] |
| Pittsburgh Steelers |                |                |                                |                                |                                |                                |                                |               |
| 6                   | Берт Бэлл      | 1941           | 2                              | 0                              | 2                              | 0                              | .000                           | [ 25 ]        |
| 7                   | Альдо Донелли  | 1941           | 5                              | 0                              | 5                              | 0                              | .000                           | [ 26 ]        |
| —                   | Волт Киеслинг  | 1941-1944      | 35                             | 13                             | 20                             | 2                              | .394                           |               |
| 8                   | Джим Леонард   | 1945           | 10                             | 2                              | 8                              | 0                              | .200                           | [ 27 ]        |
| 9                   | Джок Садэрлэнд | 1946-1947      | 23                             | 13                             | 9                              | 1                              | .591                           | [ 28 ]        |
| 10                  | Джон Мичелосен | 1948-1951      | 48                             | 20                             | 26                             | 2                              | .435                           | [ 29 ]        |
| —                   | Джо Бач        | 1952-1953      | 24                             | 11                             | 13                             | 0                              | .485                           |               |
| —                   | Волт Киеслинг  | 1954-1956      | 36                             | 14                             | 22                             | 0                              | .389                           |               |
| 11                  | Будди Паркер   | 1957-1964      | 104                            | 51                             | 47                             | 6                              | .520                           | [ 30 ]        |
| 12                  | Майк Никсон    | 1965           | 14                             | 2                              | 12                             | 0                              | .143                           | [ 31 ]        |
| 13                  | Билл Аустин    | 1966-1968      | 42                             | 11                             | 28                             | 3                              | .282                           | [ 32 ]        |
| 14                  | Чак Нолл       | 1969-1991      | 342                            | 193                            | 148                            | 1                              | .566                           | [ 33 ]        |
| 15                  | Билл Коухер    | 1992-2006      | 240                            | 149                            | 90                             | 1                              | .623                           | [ 34 ]        |
| 16                  | Майк Томлин    | 2007-настоящее | 258                            | 163                            | 93                             | 2                              | .636                           | [ 35 ]        |